# Велишта
Велишта (грч. Λευκοπηγή, Лефкопиги) је насељено место у општини Кожани у периферији Западна Македонија, Грчка. Према попису из 2021. године било је 1.113 становника.
Према бугарском географу и историчару, Василу Канчову, у Велишту је 1900. године живело 200 Грка. Српски историчар Спиридон Гопчевић, 1890. године бележи да су Велишта хеленизовано словенско насеље.